# Enlhet
L’enlhet est une langue parlée dans le Gran Chaco, en particulier au Paraguay, par les Lenguas. 
Il existe une association de défense de l’enlhet à Filadelfia. 

## Phonologie

### Voyelles
Trois sons voyelles sont notés phonétiquement a, ɛ et ɔ.
| Phonème | Allophones    |
| ------- | ------------- |
| /a/     | [a], [æ], [ɐ] |
| /ɛ/     | [ɛ], [ə], [ɪ] |
| /ɔ/     | [ɔ], [ʊ]      |

### Consonnes
|              |           | Labiale | Alvéolaire | Palatale | Vélaire | Glottale |
| ------------ | --------- | ------- | ---------- | -------- | ------- | -------- |
| Occlusive    | Occlusive | p       | t          |          | k       | ʔ        |
| Fricative    | Fricative |         | s          |          | x       | h        |
| Nasale       | plaine    | m       | n          |          | ŋ       |          |
| Nasale       | Glottale  | mˀ      | nˀ         |          | ŋˀ      |          |
| Latérale     | spirante  |         | l          |          |         |          |
| Latérale     | fricative |         | ɬ          |          |         |          |
| Semi-voyelle | plaine    |         |            | j        | w       |          |
| Semi-voyelle | glottale  |         |            | jˀ       | wˀ      |          |